# Păstoriță șezând pe o stâncă
Păstoriță șezând pe o stâncă este o pictură în ulei pe pânză realizată de Jean-François Millet în 1856. Se află în colecția Metropolitan Museum of Art din New York.
Millet a fost unul dintre conducătorii școlii de la Barbizon, care a accentuat realismul și se remarcă pentru scenele sale cu fermieri și pentru revigorarea genului picturii peisajului. Păstorița din acest tablou poartă glugă de in și mantie albă, care erau tipice țărăncilor din comunitățile din nord-centrul Franței, cum ar fi Barbizon.
Acest tablou de la Metropolitan Museum of Art este practic identic cu altul de la Muzeul de Artă din Cincinnati. Motivul duplicării este că Millet a pictat prima versiune când a primit o ofertă pentru aceasta, dar după cum promisese deja tabloul altcuiva, a pictat altă versiune. Aceasta a fost singura dată când Millet a duplicat vreodată unul dintre tablourile sale. Există multe alte tablouri similare ale lui Millet care înfățișează o păstoriță care tricotează, deși nu sunt duplicate.
Înainte de a picta cele două duplicate, Millet a realizat un desen pregătitor, care se află acum la Galeria Națională a Scoției. Conform acestei galerii, „picturile lui Millet cu păstori au fost foarte admirate și l-au inspirat pe Vincent van Gogh să-i facă un omagiu lui Millet în propria sa lucrare”.
Lucrarea este expusă la Metropolitan Museum of Art în Galeria 802.